# Begena
A begena húros, pengetős hangszer, Etiópiában, a keresztény amharák által használt mély, zizegő hangú líraféle. A begena a vallásos meditáció hangszere, a hagyomány egyenesen az ószövetségi Dávid király hárfájával azonosítja.

## Leírása
A begena fából készült teste szemből nézve négyzet alakú, a húrok felőli oldalát megfeszített bőr rezonáns fedi be. Tíz bélhúrja alsó húrtartón van rögzítve, egy húrlábon halad át, majd hangológyűrűk közvetítésével a hosszú, enyhén széttartó karok végeit összekötő keresztrúdhoz csatlakozik. Az antik lírákhoz hasonlóan a begena húrjait a hangológyűrűk elforgatásával lehet hangolni. A széles húrlábon a húrok külön-külön úgy vannak alátámasztva, hogy rezgésük közben finoman érintsék a láb felső peremét, ezzel sajátos zörgést, zizegést keltve, hogy a hangok felharmonikus-tartalmát, szubjektív hangosságát növeljék. A hangszer karjai, keresztrúdja faragással vannak díszítve.

## Kulturális szerepe
A hagyomány úgy tartja, a begenát maga Isten adta a bibliai Dávid királynak, hogy segítségével hozzá imádkozhasson; azonos azzal a hangszerrel, amivel a szentírás szerint Dávid a beteg Sault nyugtatta meg (1Sám 16:16; 16:23). A képzőművészeti ábrázolások a hangszert ennek megfelelően szintén bibliai, isteni eredetűnek mutatják: gyakran Dávid király kezében látható, aki koronával a fején, trónuson ülve szólaltatja meg, vagy amint szűz Mária halálos ágyánál pengetik. 
A begena különleges helyet foglal el a hagyományos amhara hangszerek között: ez az egyetlen dallamhangszer, melyet spirituális, vallási célokra használnak. Leginkább az otthon magányában szólaltatják meg, de néha nyilvános paraliturgikus eseményeken is hallható.

## Használata
A begenát függőleges helyzetben megtámasztva, a bal kéz ujjaival pengetve szólaltatják meg. A tíz húr közül játékra csak hatot használnak, a többi az ujjak támasztékául szolgál. A begena kíséretével előadott ének egy ostinatoszerűen ismétlődő, alig variált dallamfrázisból áll, mely az etióp zene négy fő ötfokú hangsorából vagy a tezeta, vagy az anchihoye móduszt használja. Az ének és a hangszeres kíséret viszonya heterofonikus. A szöveg bibliai történetet mond el, vagy imádságot, vagy a földi élet hiábavalóságán elmélkedik.